# بیژن فرهنگ دره‌شوری
بیژن فرهنگ دره‌شوری (زادهٔ ۱۳۲۲ در گچساران) کارشناس، پژوهشگر و هوادار محیط زیست، بوم‌شناس و عکاس طبیعت اهل ایران است.
در سال ۱۳۲۲ در طایفه دره شوری ایل قشقایی به دنیا آمد. تحصیلات خود را در سال ۱۳۴۷ در رشته مهندسی کشاورزی دانشگاه شیراز به پایان رساند.
دره‌شوری از سال ۱۳۵۰ تا ۱۳۷۶ از مسئولان سازمان حفاظت محیط زیست ایران بود. در سال ۱۳۷۹ مسئولیت اداره محیط زیست منطقه آزاد جزیره قشم را بر عهده گرفته و علاوه بر تأسیس ژئوپارک قشم به‌عنوان خاورمیانه نسل لاک‌پشت پوزه عقابی را در این جزیره از خطر انقراض نجات داد.
بیژن فرهنگ دره‌شوری از سال ۱۳۵۰ و هم‌زمان با شکل‌گیری سازمان حفاظت محیط زیست ایران به همراه بهترین متخصصان محیط زیست جهان که برای مطالعه به ایران می‌آمدند، طبیعت ایران را درنوردید و سال‌ها در مرکز تحقیقات توسعه بررسی محیط زیست همکاری داشت. شناسایی بسیاری از گونه‌های پرندگان، خزندگان، پستانداران و گیاهان ایران از کارهای مهم اوست. همچنین وی از بنیان‌گذاران، ارزیابان و معرفی‌کنندگان مناطق حفاظت‌شده و پارک‌های ملی در ایران است.
زیرگونهٔ بومی ایران (جزیرهٔ فارور) آهوی کوهی به پاس تلاش‌های وی برای محیط زیست ایران و شناسایی این زیرگونه Gazella gazella dareshurii نام‌گذاری شده‌است.

## کارهای مهم
- تأسیس نخستین ژئوپارک خاورمیانه و نجات لاک‌پشت پوزه‌عقابی در جزیره قشم
- شناسایی زیرگونه بومی آهوی کوهی در جزیره فارور Gazella gazella dareshurii
- کشف طولانی‌ترین و زیباترین غار نمکی دنیا در ژئوپارک قشم که با تلاش‌های او ۵۰۰ متر رکورد دنیا را در این زمینه شکسته‌است.
- بازکاشت و احیای جنگل‌های حرا با کمک زنان روستایی (تولیدکنندگان نهال) و بچه‌های مدرسه برای حمل نهال‌ها.
- طرح ابتکاری ساخت صخره‌های مرجانی با الهام از طبیعت که مقام نخست جهانی را به‌خود اختصاص داد.
- عکاسی بوم‌شناختی از طبیعت. از روی عکس‌های وی تا کنون ۱۸ گونه جدید برای قشم شناسایی شده‌است.[۴]

## آثار
- پارک ملی بمو
- پروانه‌های ایران (اثر مشترک با وازریک نظری)
- کتاب پستانداران ایران (اثر مشترک با فرد آرلند هرینگتون). با انتشار این کتاب، تعداد پستانداران ایران که پیش از آن ۷۰ یا ۸۰ گونه شناسایی شده بود، به ۱۴۸ گونه رسید.[۵]
- پناهگاه حیات وحش بختگان
- شناسنامه پارک ملی گلستان
- کتاب طبیعت ایران (اثر مشترک با نصرالله کسرائیان)
- طبیعت قشم

و کتابچه‌های متعددی دربارهٔ [[[مناطق تحت حفاظت سازمان محیط زیست ایران|مناطق حفاظت‌شدهٔ ایران]]